# Hinrich John
Hinrich John, né le 11 mai 1936 à Kiel, est un athlète allemand spécialiste du 110 m haies.
Il a été vice-champion d'Europe, derrière l'Italien Eddy Ottoz en 1964. Il a été champion d'Allemagne de l'Ouest de 1964 à 1968 sur 110 m haies.

## Palmarès

### Jeux olympiques d'été
- Jeux olympiques d'été de 1964 à Tokyo ( Japon)
  - éliminé en demi-finales sur 110 m haies
- Jeux olympiques d'été de 1968 à Mexico ( Mexique)
  - éliminé en demi-finales sur 110 m haies

### Championnats d'Europe d'athlétisme
- Championnats d'Europe d'athlétisme de 1966 à Budapest ( Hongrie)
  -  Médaille d'argent sur 110 m haies

### Jeux européens en salle
- Jeux européens d'athlétisme en salle de 1966 à Dortmund ( Allemagne de l'Ouest)
  -  Médaille de bronze sur 60 m haies